# Puntate di Man vs. Food
Questa pagina contiene la lista completa degli episodi del reality-show statunitense Man vs. Food, andato in onda per la prima volta negli Stati Uniti il 3 dicembre 2008.
Al 2018 sono state prodotte sei stagioni, per un totale di 110 episodi.

## Puntate

### Prima stagione
| Episodio | Località                  | Vincitore | Prima TV         |
| -------- | ------------------------- | --------- | ---------------- |
| 1°       | Amarillo (Texas)          | Uomo      | 3 dicembre 2008  |
| 2°       | Memphis (Tennessee)       | Cibo      | 3 dicembre 2008  |
| 3°       | Pittsburgh (Pennsylvania) | Uomo      | 10 dicembre 2008 |
| 4°       | Columbus (Ohio)           | Uomo      | 10 dicembre 2008 |
| 5°       | Austin (Texas)            | Cibo      | 17 dicembre 2008 |
| 6°       | Chicago (Illinois)        | Uomo      | 24 dicembre 2008 |
| 7°       | Atlanta (Georgia)         | Cibo      | 7 gennaio 2009   |
| 8°       | Boston (Massachusetts)    | Cibo      | 14 gennaio 2009  |
| 9°       | New York City (New York)  | Uomo      | 21 gennaio 2009  |
| 10°      | New Orleans (Louisiana)   | Uomo      | 28 gennaio 2009  |
| 11°      | Portland (Oregon)         | Uomo      | 4 febbraio 2009  |
| 12°      | Seattle (Washington)      | Cibo      | 11 febbraio 2009 |
| 13°      | Los Angeles (California)  | Uomo      | 18 febbraio 2009 |
| 14°      | Saint Louis (Missouri)    | Cibo      | 25 febbraio 2009 |
| 15°      | San Jose (California)     | Uomo      | 4 marzo 2009     |
| 16°      | Denver (Colorado)         | Cibo      | 11 marzo 2009    |
| 17°      | Durham (North Carolina)   | Uomo      | 18 marzo 2009    |
| 18°      | Minneapolis (Minnesota)   | Uomo      | 25 marzo 2009    |

#### Elenco vittorie
| Episodi | Vittorie uomo | Vittorie cibo |
| ------- | ------------- | ------------- |
| 18      | 11 (61,1%)    | 7 (38,9%)     |

### Seconda stagione
| Episodio | Località                    | Vincitore | Prima TV          |
| -------- | --------------------------- | --------- | ----------------- |
| 1°       | San Antonio (Texas)         | Uomo      | 5 agosto 2009     |
| 2°       | Las Vegas (Nevada)          | Cibo      | 12 agosto 2009    |
| 3°       | Charleston (South Carolina) | Uomo      | 19 agosto 2009    |
| 4°       | San Francisco (California)  | Uomo      | 26 agosto 2009    |
| 5°       | Durham (North Carolina)     | Cibo      | 2 settembre 2009  |
| 6°       | Honolulu (Hawaii)           | Cibo      | 9 settembre 2009  |
| 7°       | Sarasota (Florida)          | Cibo      | 16 settembre 2009 |
| 8°       | Filadelfia (Pennsylvania)   | Uomo      | 23 settembre 2009 |
| Speciale | Charleston (South Carolina) | Uomo      | 30 settembre 2009 |
| 9°       | Springfield (Illinois)      | Uomo      | 7 ottobre 2009    |
| 10°      | Boise (Idaho)               | Uomo      | 14 ottobre 2009   |
| 11°      | Washington D.C.             | Uomo      | 21 ottobre 2009   |
| 12°      | Baltimora (Maryland)        | Cibo      | 28 ottobre 2009   |
| 13°      | Detroit (Michigan)          | Cibo      | 4 novembre 2009   |
| 14°      | Brooklyn (New York)         | Uomo      | 11 novembre 2009  |
| 15°      | Anchorage (Alaska)          | Uomo      | 18 novembre 2009  |
| 16°      | Little Rock (Arkansas)      | Uomo      | 25 novembre 2009  |
| 17°      | Tucson (Arizona)            | Uomo      | 2 dicembre 2009   |
| 18°      | New Brunswick (New Jersey)  | Cibo      | 9 dicembre 2009   |
| 19°      | Hartford (Connecticut)      | Uomo      | 16 dicembre 2009  |
| Speciale | Miami (Florida)             | Uomo      | 3 febbraio 2010   |

#### Elenco vittorie
| Episodi | Vittorie uomo | Vittorie cibo |
| ------- | ------------- | ------------- |
| 21      | 14 (66,7%)    | 7 (33,3%)     |

### Terza stagione
| Episodio | Località                  | Vincitore | Prima TV          |
| -------- | ------------------------- | --------- | ----------------- |
| 1°       | San Diego (California)    | Uomo      | 16 giugno 2010    |
| 2°       | Boulder (Colorado)        | Cibo      | 16 giugno 2010    |
| 3°       | Cleveland (Ohio)          | Uomo      | 23 giugno 2010    |
| 4°       | Richmond (Virginia)       | Uomo      | 30 giugno 2010    |
| 5°       | Salt Lake City (Utah)     | Uomo      | 7 luglio 2010     |
| 6°       | Phoenix (Arizona)         | Cibo      | 14 luglio 2010    |
| 7°       | Porto Rico                | Cibo      | 21 luglio 2010    |
| 8°       | Long Island (New York)    | Uomo      | 28 luglio 2010    |
| 9°       | Oklahoma City (Oklahoma)  | Uomo      | 4 agosto 2010     |
| 10°      | Kansas City (Missouri)    | Cibo      | 11 agosto 2010    |
| 11°      | Indianapolis (Indiana)    | Cibo      | 18 agosto 2010    |
| 12°      | Jersey Shore (New Jersey) | Uomo      | 25 agosto 2010    |
| 13°      | Syracuse (New York)       | Uomo      | 1º settembre 2010 |
| 14°      | Portland (Maine)          | Uomo      | 8 settembre 2010  |
| 15°      | New York City (New York)  | Cibo      | 15 settembre 2010 |
| 16°      | Butte (Montana)           | Uomo      | 22 settembre 2010 |
| 17°      | Sacramento (California)   | Cibo      | 29 settembre 2010 |
| 18°      | Des Moines (Iowa)         | Cibo      | 6 ottobre 2010    |
| 19°      | Knoxville (Tennessee)     | Uomo      | 13 ottobre 2010   |
| 20°      | Ann Arbor (Michigan)      | Uomo      | 20 ottobre 2010   |

#### Elenco vittorie
| Episodi | Vittorie uomo | Vittorie cibo |
| ------- | ------------- | ------------- |
| 20      | 12 (60%)      | 8 (40%)       |

### Quarta stagione (Man vs. Food Nation)
| Episodio | Località                    | Vincitore | Prima TV          |
| -------- | --------------------------- | --------- | ----------------- |
| 1°       | New Haven (Connecticut)     | Cibo      | 1º giugno 2011    |
| 2°       | Tampa (Florida)             | Uomo      | 1º giugno 2011    |
| 3°       | Nashville (Tennessee)       | Cibo      | 8 giugno 2011     |
| 4°       | Tulsa (Oklahoma)            | Uomo      | 15 giugno 2011    |
| 5°       | Albuquerque (New Mexico)    | Cibo      | 22 giugno 2011    |
| 6°       | Mobile (Alabama)            | Cibo      | 29 giugno 2011    |
| 7°       | Miami (Florida)             | Cibo      | 6 luglio 2011     |
| 8°       | Ocean Springs (Mississippi) | Cibo      | 13 luglio 2011    |
| 9°       | Portsmouth (New Hampshire)  | Uomo      | 20 luglio 2011    |
| 10°      | Louisville (Kentucky)       | Cibo      | 27 luglio 2011    |
| 11°      | Milwaukee (Wisconsin)       | Uomo      | 3 agosto 2011     |
| 12°      | Providence (Rhode Island)   | Cibo      | 10 agosto 2011    |
| 13°      | Dallas (Texas)              | Uomo      | 17 agosto 2011    |
| 14°      | Tulsa (Oklahoma)            | Uomo      | 24 agosto 2011    |
| 15°      | Harlem (New York)           | Uomo      | 7 settembre 2011  |
| 16°      | Los Angeles (California)    | Uomo      | 14 settembre 2011 |
| Speciale | New York (New York)         | Cibo      | 28 settembre 2011 |
| 17°      | Saint Paul (Minnesota)      | Uomo      | 5 ottobre 2011    |
| 18°      | Cincinnati (Ohio)           | Cibo      | 12 ottobre 2011   |
| 19°      | Rochester (New York)        | Cibo      | 19 ottobre 2011   |
| 20°      | Omaha (Nebraska)            | Cibo      | 26 ottobre 2011   |
| 21°      | Green Bay (Wisconsin)       | Cibo      | 2 novembre 2011   |
| 22°      | Savannah (Georgia)          | Uomo      | 9 novembre 2011   |
| Speciale | Lancaster (Pennsylvania)    | Uomo      | 16 novembre 2011  |
| 23°      | Oahu (Hawaii)               | Cibo      | 30 novembre 2011  |
| 24°      | Charlotte (North Carolina)  | Cibo      | 11 aprile 2012    |
| 25°      | Jackson (Mississippi)       | Cibo      | 11 aprile 2012    |

#### Elenco vittorie
| Episodi | Vittorie uomo | Vittorie cibo |
| ------- | ------------- | ------------- |
| 27      | 11 (40,8%)    | 16 (59,2%)    |

## Curiosità
Durante i 110 episodi della serie, l'uomo è riuscito a sconfiggere il cibo per 49 volte (44,5%).